# Sucumi (distrito)

Localização do distrito de Sucumi na Abecásia

O distrito de Sucumi  (em abcásio: Аҟәа араион; em georgiano: სოხუმის რაიონი; em russo: Сухумский район) é um distrito da República da Abecásia que não é reconhecida internacionalmente e ainda faz parte  de jure da Geórgia.

## Geografia
Sucumi está localizado entre o distrito de Gudauta e o distrito de Gulripsh. Tem como capital a cidade de Sucumi, que também é a capital de toda Abecásia.
A população do distrito é de 11 747 de acordo com o censo de 2003. A cidade de Sucumi é uma área administrativa independente com mais de 40 000 habitantes. Com uma grande concentração de refugiados, principalmente georgianos, em consequência do Conflito georgiano-abecásio.
O distrito tem uma área de 1 523 km².
Os principais assentamentos do distrito são os seguintes:
- Achalscheni
- Achalsopeli
- Besleti (centro de Abschaqwa)
- Eschera
- Gumista (centro de Atschadara)
- Kelassuri
- Odischi
- Pschu
- Schroma,
- Semo Eshera
- Sucumi (capital)
- Tawissupleba.